# تفجيرات العراق 10 مايو 2010
هجمات 10 مايو 2010 هي عبارة عن سلسلة من التفجيرات بالقنابل وعمليات إطلاق النار التي وقعت في مناطق متفرقة من العراق، مما أسفر عن مقتل أكثر من 114 شخصًا وإصابة 350 آخرين، وهي أعلى حصيلة قتلى في يوم واحد في العراق خلال عام 2010.

## خلفية
بعد انتخابات البرلمان العراقي عام 2010، كان يُعتقد أن هذه الهجمات هي محاولة لتعزيز زعزعة استقرار العراق. حيث صرح اللواء قاسم الموسوي، المتحدث باسم الجيش العراقي، "إن تنظيم القاعدة يحاول... استغلال بعض الثغرات التي أحدثتها بعض المشاكل السياسية".
ووفقًا للإحصاءات الرسمية، انخفضت حالات الوفاة الناتجة عن العنف في العراق بشكل طفيف في أبريل 2010 مقارنةً بأبريل 2009.

## الهجمات
كان هناك ما لا يقل عن عشرين هجومًا، وكان أسوأها من حيث عدد القتلى هو سلسلة من ثلاثة أو أربعة تفجيرات انتحارية بواسطة سيارات مفخخة استهدفت "الشركة العامة للصناعات النسيجية" في الحلة، وسط العراق، على بُعد حوالي 100 كم (62 ميلاً) من العاصمة بغداد.
وقع أول تفجيرين حوالي الساعة 1:30 ظهرًا، تلاهما بعد دقائق تفجير ثالث. واستهدفت سيارة مفخخة رابعة الحشد وخدمات الطوارئ في موقع الحادث، وفقًا لما ذكره النقيب علي الشمري. حيث أسفرت هذه التفجيرات عن مقتل 45 شخصًا، وإصابة 140 آخرين.
تم ايضا استهداف الفلوجة، التي شهدت سابقًا معارك عنيفة بين المتمردين والقوات الأمريكية، حيث أسفرت التفجيرات عن مقتل شخصين على الأقل. كما وقعت هجمات في الإسكندرية، الموصل، سامراء، والطارمية.
وشهدت البلاد حوادث إطلاق نار متعددة، خصوصًا عند نقاط التفتيش في بغداد. وبحسب مسؤولين، ومع انتهاء حظر التجول الليلي في بغداد عند الساعة 5:00، شن مسلحون يرتدون زي عمال النظافة هجمات على 10 نقاط تفتيش للشرطة والجيش، مما أسفر عن مقتل ما يصل إلى 9 جنود وضباط، وإصابة 24 آخرين.

## المنفذون
بينما لم تتبنى أي جهة مسؤوليتها عن الهجمات، زعم مسؤولون عراقيون أن الدولة الإسلامية في العراق هي من نفذت هذه الهجمات كنوع من الانتقام لمقتل اثنين من قادتها على يد القوات الأمريكية والعراقية.